# Террас, Артур
Артур Мартин Террас (эст. Artur Martin Terras; 18 февраля 1901, Перьятси, волость Вайвара, Везенбергский уезд, Эстляндская губерния, Российская империя — 23 ноября 1963, Стокгольм, Швеция) — эстонский юрист и политик, градоначальник Таллина во время его немецкой оккупации с 1941 по 1944 год.

## Биография
Родился 18 февраля 1901 года в деревне Перьятси в семье волостного писаря, депутата Государственной Думы 3-го созыва Александра Яновича Терраса и его жены Марии Паулины, урождённой Сэкк (1861—?). В 1919 году окончил Нарвскую гимназию. Принимал участие в войне за независимость. В 1927 году окончил юридический факультет Тартуского университета.
С 1927 по 1934 год он был помощником присяжного адвоката А. Юрманна, а с 1934 года — присяжным адвокатом в Таллине.
Выступал против присоединения Прибалтики к СССР, ушёл в антисоветское подполье в 1940 году.
После депортации в 1941 году он был партизаном из «Лесных братьев» в Вихасоо, а затем стал командующим Северо-Эстонскими силами самообороны. Назначен градоначальником Таллина после его оккупации немецкими войсками. Должность была переименована несколько раз: бургомистр Таллина (с 24 по 29 августа 1941), обербургомистр Таллина (c 29 августа по 6 декабря 1941) и первый бургомистр (с 6 декабря 1941 по сентябрь 1944).
После изгнания немцев из Таллина бежал в Швецию. С 20 апреля 1952 года был министром без портфеля в правительстве Эстонии в изгнании.
Умер 23 ноября 1963 года в Стокгольме.

## Семья
- Брат — Карл Террас[англ.] (9 сентябрь 1890 — 25 февраль 1942, Кировская область), государственный секретарь Эстонии, депутат VI Рийгикогу.
- Брат — Альфред Террас (18 февраля 1893—3 августа 1942, Сосьва, Свердловская обл.), заместитель генерального контролера военного отдела Государственного контроля[1].
- Сестра — Эльфриде Элисе Террас (29 апреля 1895—?)[1]
- Жена — Хильдегард, урождённая Пилли (Hildegard Pilli, 28 августа 1901—7 июня 1960)[1]